# Plymouth Voyager
Le Plymouth Voyager est un nom utilisé par deux modèles de véhicules commercialisés par Plymouth de 1974 à 2000. Il désigne premièrement une version rebadgée du
Dodge Ram Van, puis à partir de 1983, il est vendu en tant que Dodge Caravan avant de se faire connaître en Europe sous le nom de Chrysler Voyager.

## 1974 première génération
Le Voyager originel était un frère jumeau du Dodge Ram Van de 1974 à 1983, vendu avec une capacité de transport de 12 à 15 passagers,. Le Voyager a été la première camionnette de Plymouth depuis 1942. Le second était le Plymouth Trail Duster, qui est sorti un an plus tard.
Les premiers Plymouth Voyager se distinguent de leurs homologues Dodge par une calandre spécifique entourée de deux pièces grillagées horizontales, qui ont également joint le stationnement et les signaux directionnels. En 1978, le slogan a été réduit et s'est déplacé à la hotte sur le côté du conducteur. En 1979, il était presque impossible de le distinguer du Dodge Royal Sportsman, et sera produit jusqu'en 1983.

## Deuxième génération (1984-1990)

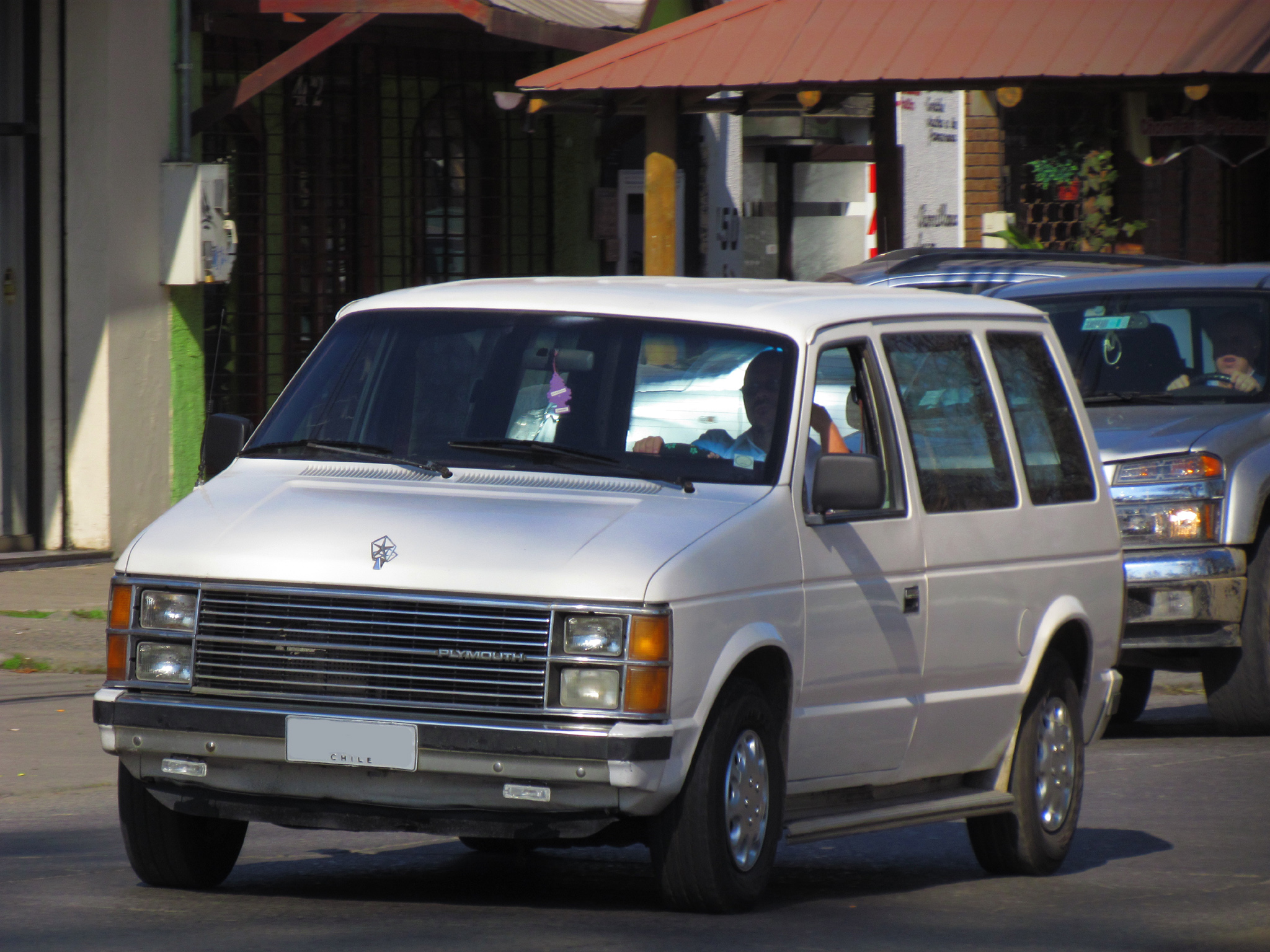
Plymouth Voyager

## Troisième génération (1990-1995)

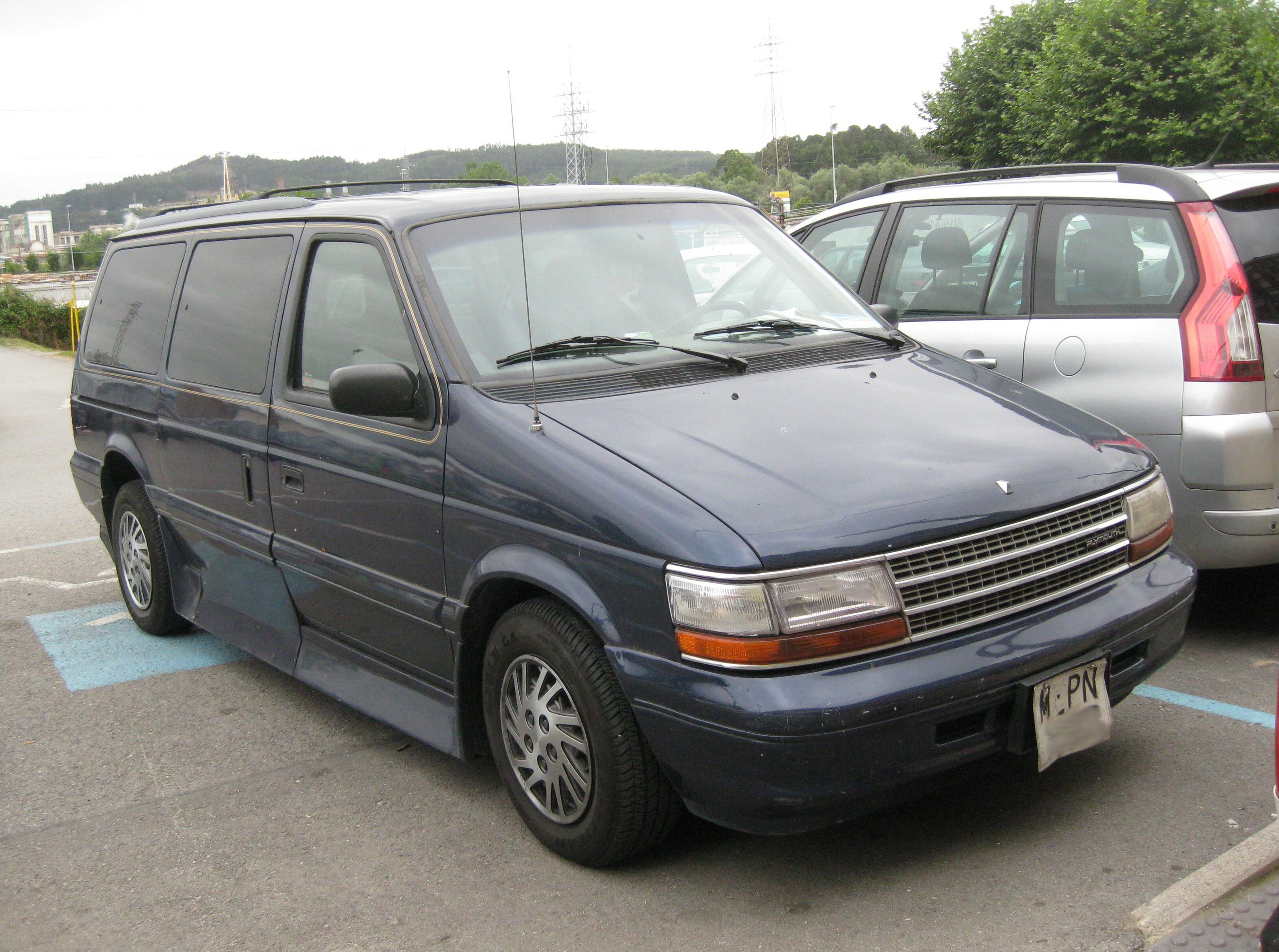
Plymouth Voyager II

## Quatrième génération (1996-2000)

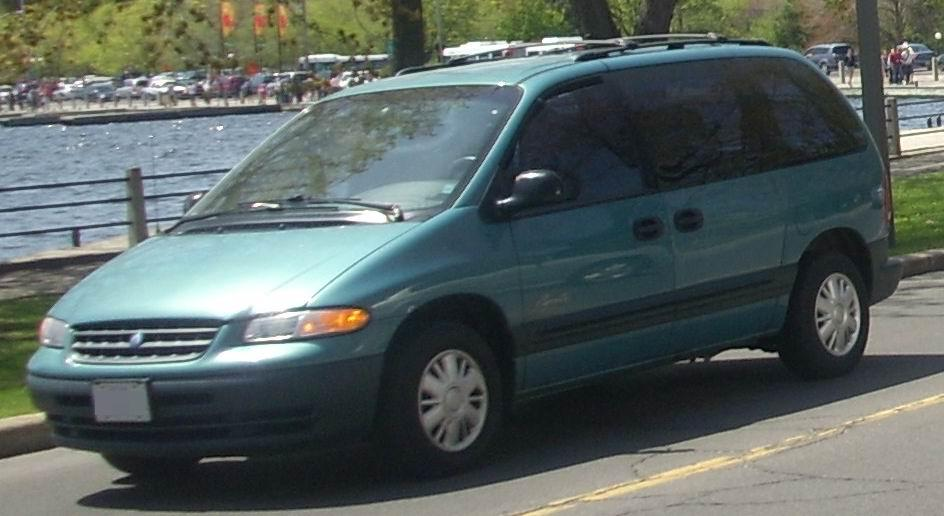
Plymouth Voyager III

La génération 4 du Plymouth voyager est apparue en 1996. Il fut l'entrée de gamme des monospace Chrysler ns la caravan le milieu de gamme et le town and country le haut de gamme. Il reprend la calandre de la Plymouth brezze. Il fut décliné en voyager et grand voyager. Il a deux portes coulissantes non ou une seule. À l'époque, il représenta le fer de lance Plymouth. Il existe en trois motorisations essence 2.4 150ch, 3.3 v6 152ch et 158ch et 3.8 v6 166ch(180ch depuis 1998). 

## Cinquième génération (2000-2003)
Pour la quatrième génération en 2001, le Plymouth Voyager est rebadgé Chrysler aux États-Unis et vendu avec un empattement court. En 2003, il arrête sa production tandis que ses versions sont remplacées par le Town & Country.